# 北佩諾布斯科特 (緬因州)
北佩諾布斯科特（英語：North Penobscot）是位於美國緬因州佩諾布斯科特縣的一個未組織地區。

## 地方資料
北佩諾布斯科特的面積為2897.50平方千米，當中陸地面積為2723.60平方千米，而水域面積為173.90平方千米。根據2020年美國人口普查的數據，當地共有人口405人，而人口密度為每平方千米0.14人。